# Ponometia
Ponometia is een geslacht van vlinders van de familie Uilen (Noctuidae), uit de onderfamilie Acontiinae.

## Soorten
- P. altera Smith, 1903
- P. exigua Fabricius, 1793
- P. mcdunnoughi Barnes & Benjamin, 1923
- P. mediatrix Dyar, 1904
- P. megocula Smith, 1900
- P. nuicola Smith, 1900
- P. sutor Hampson, 1910
- P. sutrix Grote, 1880
- P. tripartita Smith, 1903